# Мет (приток Лэпъю, верхнего притока Сысолы)
Мет — река в Койгородском районе Республики Коми. Правый приток реки Лэпъю (приток в среднем течении Сысолы).
Длина реки составляет 60 км. Протекает в лесах по территории сельского поселения Нючпас. Берёт начало из болота вблизи границ с Корткеросским районом и Пермским краем. В верхней половине течёт в основном на запад, в нижней — на юг. Впадает в реку Лэпъю по правому берегу в 57 км от её устья (5 км к северо-западу от посёлка Нючпас). Русло извилистое.
Реку пересекает автодорога Намск — Чернореченский (в верховьях) и лесовозные дороги. Населённых пунктов в бассейне реки нет.
Основные притоки
- 27 км пр: Нижний Амбой (дл. 15 км)
- 39 км лв: Игедь (дл. 10 км)

## Данные водного реестра
По данным государственного водного реестра России относится к Двинско-Печорскому бассейновому округу, водохозяйственный участок реки — Вычегда от истока до города Сыктывкар, речной подбассейн реки — Вычегда. Речной бассейн реки — Северная Двина.
Код объекта в государственном водном реестре — 03020200112103000019010.